# カラーデザイン検定
カラーデザイン検定（カラーデザインけんてい）とは、国際カラーデザイン協会（略称はICD）が実施する色に関する知識や技能を問う試験。実施級は1級 - 3級の3段階に分かれている。2009年に世界標準のカラーシステムパントンを日本で初めて導入した内容になっており、あらゆるビジネスに応用できる検定としてスタートした。

## 試験概要
受験資格は設けられておらず誰でも受験できる。1級から3級までに分かれており、2級と3級の併願受験が可能である。国際カラーデザイン協会の会長がアートディレクターの浅葉克己が勤めており、浅葉克己デザインの合格証書が資格証として贈られる。
- 2級
  - 年2回実施。試験時間 理論：80分 実技：90分。マークシート方式で行われる。 一般受験 10,000円（税込）
- 3級
  - 年2回実施。試験時間 理論：80分。マークシート方式で行われる。一般受験 7,000円（税込）